# 三光院 (沼田市)
三光院（さんこういん）は、群馬県沼田市にある天台宗の寺院。

## 歴史
1324年（正中元年）、沼田氏の開基である。沼田氏の当時の居城だった荘田城の側に創建された。その後、小沢城・幕岩城と沼田氏が居城を移すのと一緒に移動し、1532年（天文元年）に現在地に移転した。
当寺の本尊は十一面観音で、秘仏である。毎年1月1日の元旦と4月29日のみ公開されている。
境内には、沼田藩真田家最後の当主真田信利が建てた石灯籠が残されている。

## 文化財
- 三光院十一面観音像（群馬県指定重要文化財 昭和29年3月30日指定）[2]

## 交通アクセス
- 沼田駅より徒歩30分。